# Pleopodium × tricholepis
Pleopodium × tricholepis là một loài dương xỉ trong họ Polypodiaceae. Loài này được Mickel & Beitel mô tả khoa học đầu tiên năm 1987.